# Нелидов, Николай Константинович
Николай Константинович Нелидов (16 [28] декабря 1832, Симбирская губерния — 28 октября [9 ноября] 1888) — русский правовед, заслуженный профессор и декан юридического факультета Казанского университета.

## Биография
Происходил из дворянского рода Нелидовых. Родился 16 (28) декабря 1832 года в селе Старая Майна Симбирской губернии (ныне Ульяновская область).
Образование получил в Симбирской гимназии (1852) и на юридическом факультете Казанского университета (1856).
В 1857 году Нелидов был назначен старшим учителем законоведения Пензенской гимназии. В декабре 1858 года был определён преподавателем в 1-ю Казанскую гимназию и лектором на кафедре энциклопедии законоведения и российских государственных законов в Казанском университете. Оставаясь лектором, в 1861 году Нелидов исправлял должность адъюнкта по кафедре русского и иностранного государственного права, а в 1868 году, после защиты диссертации «Обзор некоторых существенных вопросов, относящихся к древнегерманскому государственному устройству», получил степень магистра государственного права и был утверждён приват-доцентом. Командированный затем за границу, после возвращения в 1870 году был назначен экстраординарным профессором государственного права в Демидовский юридический лицей.
В 1874 году Н. К. Нелидов защитил в Казанском университете докторскую диссертацию «Юридические и политические основания государственной службы» и получил должность ординарного профессора государственного права Казанского университета. Кроме основного курса, Нелидов читал историю иностранных законодательств (1876—1884) и специальный курс государственного права для студентов историко-филологического факультета (1880—1884). В 1883 году был избран деканом юридического факультета (до 1886) и получил звание заслуженного профессора.
В 1886 году по болезни оставил службу. Умер 28 октября (9 ноября) 1886 года в Казани.